# Snooker Hall of Fame
Die Snooker Hall of Fame wurde 2011 von World Snooker des Snooker- und English-Billiards-Dachverbandes World Professional Billiards und Snooker Association (WPBSA) neu gegründet. Aufgenommen werden sowohl schon Verstorbene als auch noch lebende und aktive Spieler. Die Brüder Joe und Fred Davis waren die einzigen, die in beiden Disziplinen Weltmeister waren.
Im Gründungsjahr wurden acht Spieler aufgenommen. 2012 kamen vier, 2013 sieben und 2014 und 2015 zwei weitere Spieler hinzu. Nach drei Neuzugängen 2016 folgten wieder zwei Jahre mit zwei neuen Namen. 2019 und 2020 wurden keine Einträge vorgenommen, ehe 2021 und 2022 wieder jeweils zwei Personen in die Hall of Fame eingetragen wurden. 2023 wurde erstmals nur eine Person aufgenommen.
Erste nicht-europäische Spieler waren Neil Robertson aus Australien (2013), der Kanadier Cliff Thorburn (2014) und der Thailänder Sindhu Pulsirivong (2016), der als erstes Mitglied der Hall of Fame als Funktionär gewirkt hatte.

## Hall of Fame
| Nr. | Land                | Name               | Jahr |
| --- | ------------------- | ------------------ | ---- |
| 01  | England             | Joe Davis          | 2011 |
| 02  | England             | Fred Davis         | 2011 |
| 03  | England             | John Pulman        | 2011 |
| 04  | Wales               | Ray Reardon        | 2011 |
| 05  | England             | John Spencer       | 2011 |
| 06  | Nordirland          | Alex Higgins       | 2011 |
| 07  | England             | Steve Davis        | 2011 |
| 08  | Schottland          | Stephen Hendry     | 2011 |
| 09  | Schottland          | Walter Donaldson   | 2012 |
| 10  | Wales               | Mark Williams      | 2012 |
| 11  | Schottland          | John Higgins       | 2012 |
| 12  | England             | Ronnie O’Sullivan  | 2012 |
| 13  | Wales               | Terry Griffiths    | 2013 |
| 14  | England             | Joe Johnson        | 2013 |
| 15  | Irland              | Ken Doherty        | 2013 |
| 16  | England             | Peter Ebdon        | 2013 |
| 17  | England             | Shaun Murphy       | 2013 |
| 18  | Schottland          | Graeme Dott        | 2013 |
| 19  | Australien          | Neil Robertson     | 2013 |
| 20  | Nordirland          | Dennis Taylor      | 2014 |
| 21  | Kanada              | Cliff Thorburn     | 2014 |
| 22  | England             | John Parrott       | 2015 |
| 23  | England             | Mark Selby         | 2015 |
| 24  | England             | Stuart Bingham     | 2016 |
| 25  | England             | Rex Williams       | 2016 |
| 26  | Thailand            | Sindhu Pulsirivong | 2016 |
| 27  | England             | Jimmy White        | 2017 |
| 28  | Wales               | Clive Everton      | 2017 |
| 29  | China Volksrepublik | Ding Junhui        | 2018 |
| 30  | England             | Barry Hearn        | 2018 |
| 31  | England             | Judd Trump         | 2021 |
| 32  | England             | Brandon Parker     | 2021 |
| 33  | England             | Reanne Evans       | 2022 |
| 34  | England             | Allison Fisher     | 2022 |
| 35  | England             | John Virgo         | 2023 |
| 36  | Belgien             | Luca Brecel        | 2024 |
| 37  | England             | Daniel Blunn       | 2024 |
| 38  | England             | Kyren Wilson       | 2025 |